# Johan III của Thụy Điển

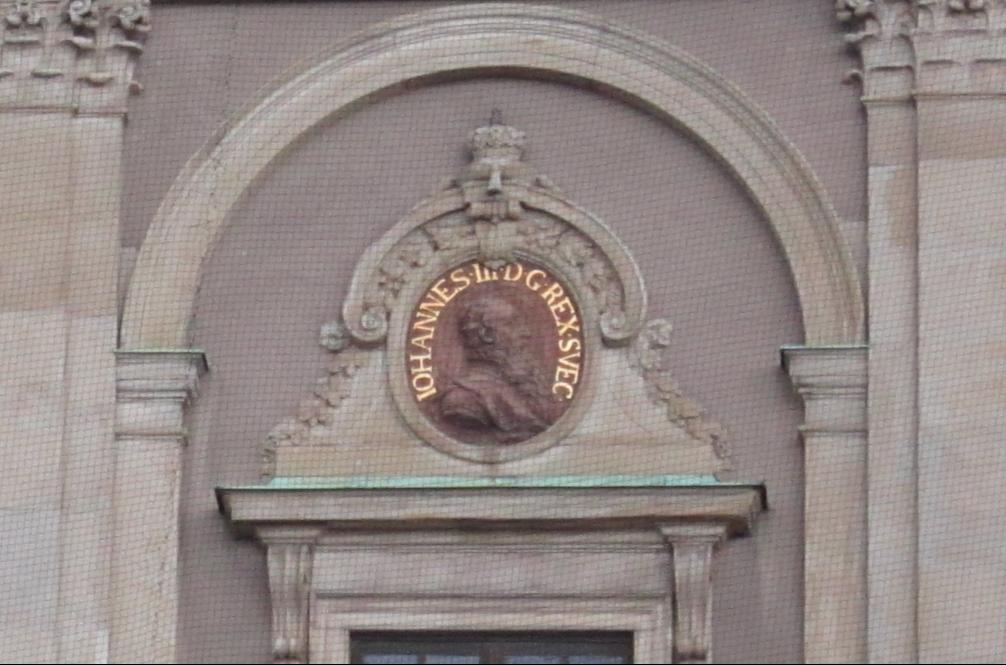
Hình của Vua Johan III trên tường cung điện Stockholm.

Johan III (tiếng Anh: John III, tiếng Phần Lan: Juhana III) (20 tháng 12, 1537 - 17 tháng 11, 1592) là Quốc vương của Thụy Điển từ năm 1568 cho đến khi ông băng hà. Ông là con trai của Vua Gustav I của Thụy Điển và người vợ thứ hai, Margaret Leijonhufvud. Ông đồng thời cũng là Công tước của Phần Lan (hay còn được gọi là Công tước Juhana) từ năm 1556 đến năm 1563. Năm 1581, ông nhận tước vị Đại Công tước của Phần Lan (hay Đại Hoàng tử của Phần Lan).

## Tiểu sử
Johan III là con trai thứ hai của Vua Gustav Vasa (1523-1560). Mẹ của ông, Margareta Leijonhufvud (1514-1551), là một nữ quý tộc người Thụy Điển. Với cương vị là Công tước của Phần Lan, ông luôn đối đầu với người anh cùng cha khác mẹ là Erik XIV của Thụy Điển (1560-1568) và bị bắt giam năm 1563. Sau khi được trả tự do, có lẽ bởi vì hành động điên rồ của Erik XIV, Johan lại một lần nữa đứng lên chống lại anh trai và tự đưa mình lên ngai vàng. Đồng minh đắc lực của ông chính là người cậu Sten Leijonhufvud, người sau khi mất được phong tước vị Công tước xứ Raseborg. Sau đó ít lâu, Johan ra lệnh chém đầu người cố vấn đáng tin cậy nhất của anh trai mình là Jöran Persson, người luôn đối xử tàn tệ với ông khi ông còn ở trong tù.
Sau đó, Johan đã tham dự nhiều cuộc đối thoại hoà bình với Đan Mạch và Lübeck cho đến khi cuộc chiến tranh Bảy năm kết thúc, nhưng cuối cùng ông đã từ chối ký Hiệp ước Rokskilde vì những yêu cầu quá mức mà Đan Mạch đòi hỏi khi chiến tranh kết thúc. Do đó, trong hai năm liền, dù chiến tranh liên tiếp xảy ra nhưng Thụy Điển vẫn quyết không chịu nhượng bộ. Trong những năm tiếp theo, Johan đã giành chiến thắng vẻ vang trước Nga trong cuộc chiến tranh ở Livonian, đồng thời ký Hiệp ước Plussa năm 1583 chấp nhận cho Thụy Điển lấy lại thành phố Narva. Bên cạnh đó, những chính sách đối ngoại của ông luôn bị ảnh hưởng bởi mối liên hệ giữa ông và Ba Lan, quốc gia mà con trai ông, Zygmunt III Waza sẽ lên trị vì vào năm 1587.
Về tình hình chính trị trong nước, Johan luôn bày tỏ sự tin sùng của mình đối với Giáo hội Công giáo Rôma, khơi nguồn từ hoàng hậu người Ba Lan, vợ của ông. Năm 1575, ông cho phép các nữ tu viện của Giáo hội Công giáo Rôma được tiếp tục hoạt động và nhận các tín đồ mới. Ông luôn bất đồng quan điểm với người em trai là Công tước Karl xứ Sudermania (sau này là Vua Karl IX của Thụy Điển). Ngoài ra, ông còn là một người đam mê hội họa và kiến trúc.

### Johan III khi trở thành Vua
Tháng 1 năm 1569, Johan thừa kế ngai vàng sau khi ông buộc Erik XIV phải thoái vị.
Tuy nhiên, ngày nào Erik XIV vẫn còn sống thì ngày đó, Johan III vẫn chưa an tâm ngồi trên chiếc ngai vàng của mình. Lo sợ rằng một ngày nào đó, Erik XIV sẽ quay lại giành lấy ngai vàng, Johan III đã ra lệnh cho cận vệ của mình phải giết cho bằng được Erik. Kết quả, mạng sống của Erik bị kết liễu năm 1577.
Johan III đã công bố việc này với toàn dân, nhắc đi nhắc lại nhiều lần rằng "Thụy Điển đã tự do", thoát khỏi "con chó săn" Christian II của Đan Mạch cũng như đã giải thoát nhân dân khỏi "bạo quân" Erik XIV của Thụy Điển, một ông vua ngang tàng, độc ác.

## Tổ tiên

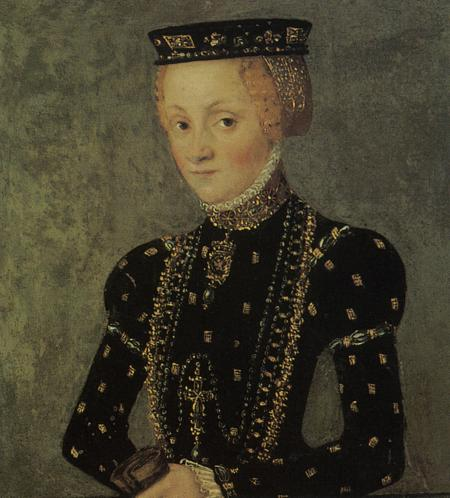
Catherine Jagiellon.

|                         |                                     |  |                                         |                                        |  |  |  |  | Johan Kristiernsson (Nhà Vasa) |
|                         |                                     |  |                                         |                                        |  |  |  |  |                                |
|                         | Erik Johansson (Nhà Vasa)           |  |                                         |                                        |  |  |  |  |                                |
|                         |                                     |  |                                         |                                        |  |  |  |  |                                |
|                         |                                     |  |                                         | Birgitta Gustavsdotter (Nhà Sture)     |  |  |  |  |                                |
|                         |                                     |  |                                         |                                        |  |  |  |  |                                |
|                         | Gustav I của Thụy Điển (Nhà Vasa)   |  |                                         |                                        |  |  |  |  |                                |
|                         |                                     |  |                                         |                                        |  |  |  |  |                                |
|                         |                                     |  |                                         | Måns Karlsson (Nhà Eka)                |  |  |  |  |                                |
|                         |                                     |  |                                         |                                        |  |  |  |  |                                |
|                         | Cecilia Månsdotter (Nhà Eka)        |  |                                         |                                        |  |  |  |  |                                |
|                         |                                     |  |                                         |                                        |  |  |  |  |                                |
|                         |                                     |  |                                         | Sigrid Eskilsdotter (Nhà Banér)        |  |  |  |  |                                |
|                         |                                     |  |                                         |                                        |  |  |  |  |                                |
| Johan III của Thụy Điển |                                     |  |                                         |                                        |  |  |  |  |                                |
|                         |                                     |  |                                         |                                        |  |  |  |  |                                |
|                         |                                     |  | Abraham Kristiernsson (Nhà Leijonhuvud) |                                        |  |  |  |  |                                |
|                         |                                     |  |                                         |                                        |  |  |  |  |                                |
|                         | Erik Abrahamsson (Nhà Leijonhufvud) |  |                                         |                                        |  |  |  |  |                                |
|                         |                                     |  |                                         |                                        |  |  |  |  |                                |
|                         |                                     |  |                                         | Birgitta Månsdotter (Nhà Natt och Dag) |  |  |  |  |                                |
|                         |                                     |  |                                         |                                        |  |  |  |  |                                |
|                         | Margaret Leijonhufvud               |  |                                         |                                        |  |  |  |  |                                |
|                         |                                     |  |                                         |                                        |  |  |  |  |                                |
|                         |                                     |  |                                         | Erik Karlsson (Nhà Vasa)               |  |  |  |  |                                |
|                         |                                     |  |                                         |                                        |  |  |  |  |                                |
|                         | Ebba Eriksdotter (Nhà Vasa)         |  |                                         |                                        |  |  |  |  |                                |
|                         |                                     |  |                                         |                                        |  |  |  |  |                                |
|                         |                                     |  |                                         | Anna Karlsdotter (Nhà Vinstorpa)       |  |  |  |  |                                |
|                         |                                     |  |                                         |                                        |  |  |  |  |                                |

## Gia đình

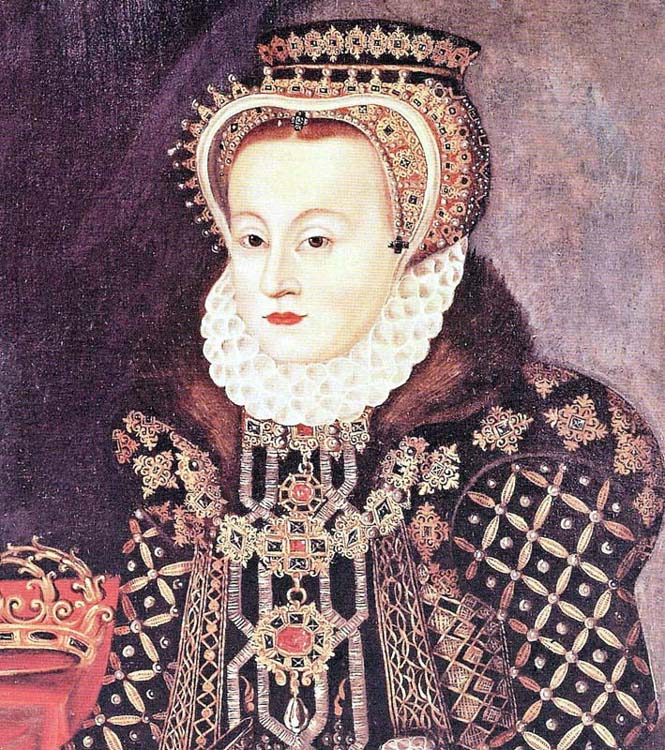
Gunilla Bielke

Johan III kết hôn với vợ trước là Catherine Jagellonica của Ba Lan (1526-1583), thuộc triều đại Jagiellonian ngày 4 tháng 10, 1562 tại Vilnius. Ở Thụy Điển, bà thường được biết đến với cái tên Katarina Jagellonica. Bà là em gái của vua Zygmunt II August của Ba Lan. Họ có ba người con là:
- Isabella (1564–1566)
- Zygmunt III Waza, Vua của Thụy Điển (1592–1599), và Vua của Ba Lan (1587–1632), Đại Công tước của Phần Lan và Litva
- Anna (1568–1625)

Ông kết hôn với người vợ thứ hai là Gunilla Bielke (1568-c. 1592) vào ngày 21 tháng 2, 1584. Họ có với nhau 1 người con trai là:

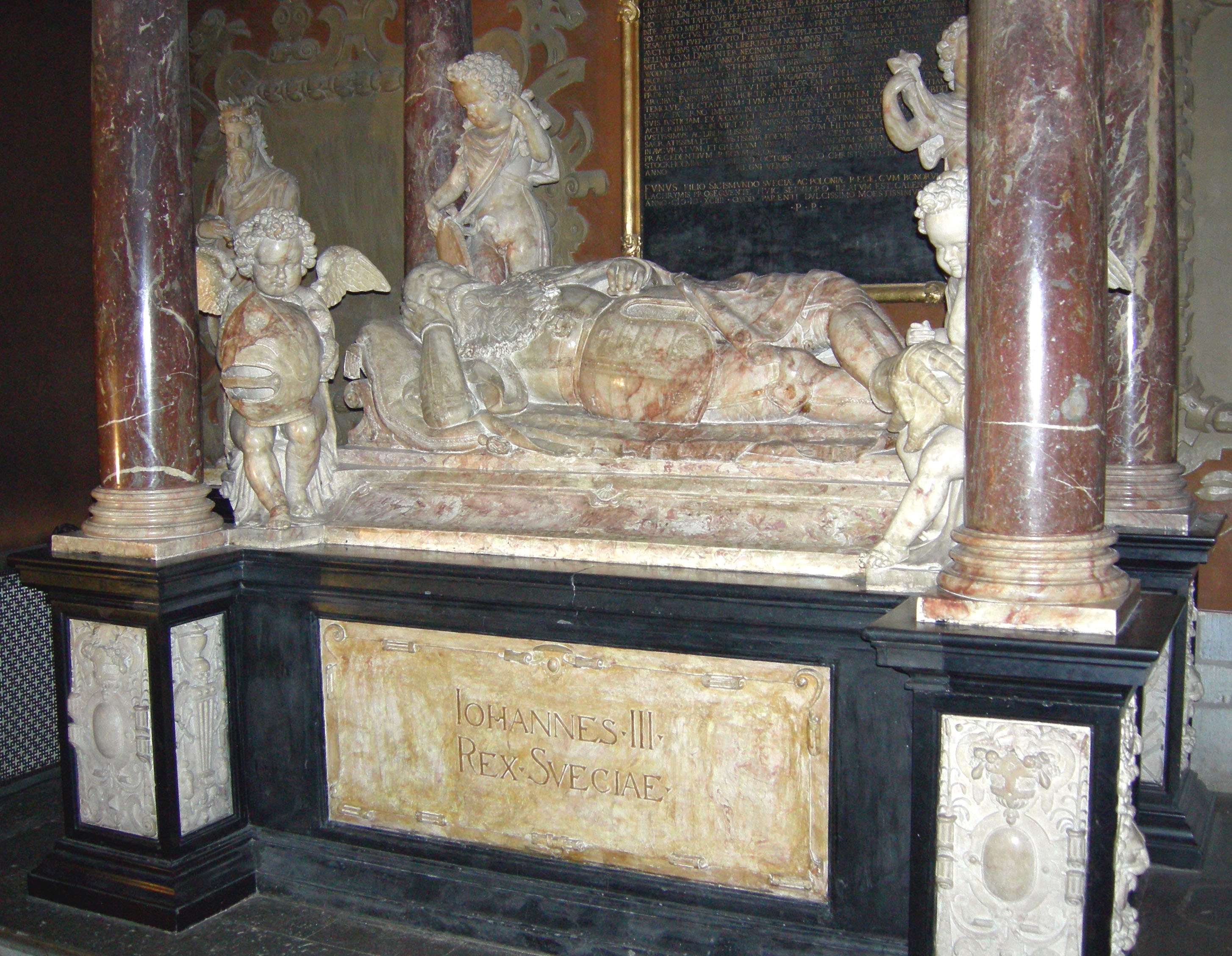
Lăng mộ của Johan III ở Thánh đường Uppsala.

- John (Johan) (1589–1618), lúc đầu là Công tước của Phần Lan, sau đó từ năm 1608 đổi thành Công tước xứ Ostrogothia. Ông kết hôn với người em họ là Công chúa Maria Elisabet (1596-1618), con gái của Karl IX của Thụy Điển (trị vì từ năm 1599 đến năm 1611)

Bên cạnh đó, ông còn có thêm ít nhất 4 người con ngoài giá thú với người hầu gái của mình là Karin Hansdotter (1532-1596):
- Julius Gyllenhielm (1559–1581)
- Augustus (1557–1560)
- Sofia Johansdotter Gyllenhielm (1556–1583), sau này kết hôn với Pontus De la Gardie
- Lucretia (1560–85)

Johan III vẫn luôn quan tâm và chăm sóc cho Karin và các con của họ ngay cả khi ông đã kết hôn với Catherine Jagellonica năm 1562 và lên ngôi vua năm 1568. Sau này, ông còn gả chồng cho Karin để chăm sóc cho cô và các con. Năm 1561, Karin kết hôn với nhà quý tộc Klas Andersson (nhà Västgöte), là một người bạn, đồng thời là người đầy tớ trung thành của Johan III. Họ có thêm với nhau một người con gái tên là Brita. Năm 1563, do Klas Andersson bị Erik XIV giết chết nên đến năm 1572, Karin tái hôn với Lars Henrikson, một người được Johan III phong tước quý tộc vào năm 1576 để chăm sóc cho con của họ.